# Domaine de Suwa

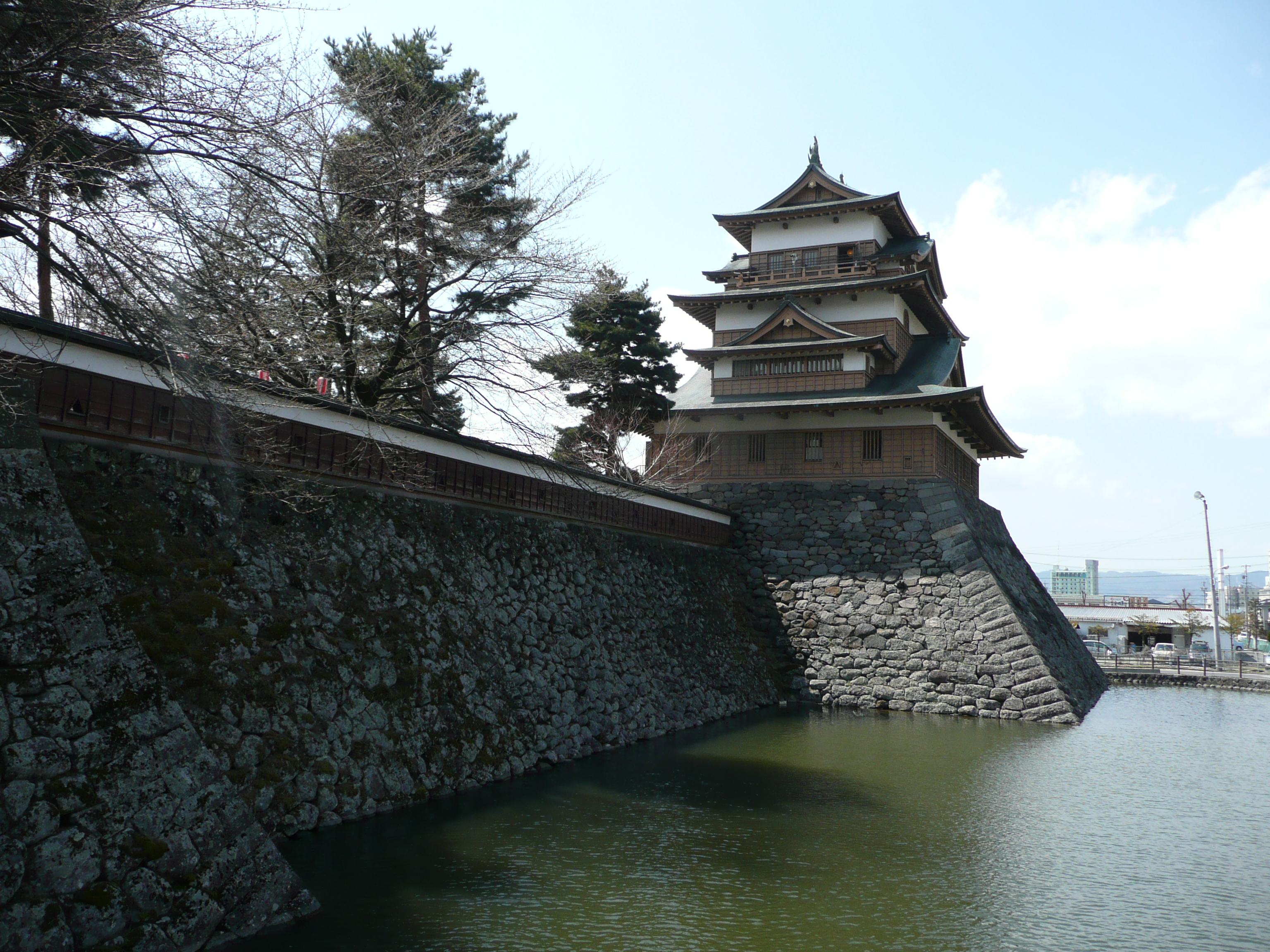
Site du château de Takashima, siège administratif du domaine de Suwa.

Le domaine de Suwa (棚倉藩, Suwa-han) est un fief féodal japonais de l'époque d'Edo situé dans la province de Shinano (actuelle préfecture de Nagano). Il était dirigé à partir du château de Takashima dans l'actuelle ville de Suwa. Il est également appelé « domaine de Takashima ».

## Histoire
Le clan Suwa dirige la région du lac Suwa dans la province de Shinano depuis des temps anciens. Le clan est défait par Takeda Shingen en 1542. Le dernier dirigeant Suwa, Suwa Yorishige, est forcé de commettre seppuku. Cependant, son neveu Suwa Yoritada ne devient pas le kannushi héréditaire du sanctuaire Suwa. Après la destruction du clan Takeda par une alliance entre Oda Nobunaga et Tokugawa Ieyasu, Suwa Yoritada se met au service de ce dernier. Après le siège d'Odawara, il devient daimyō du domaine de Sōja, une terre de 10 000 koku dans la province de Kōzuke. Il est par la suite augmenté à 27 000 koku. Pendant ce temps, Toyotomi Hideyoshi assigne les anciens territoires des Suwa de la province de Shinano à Hineno Takayoshi qui fait construire le château de Takashima. Cependant, en 1601, son fils, Hineno Yoshiaki, est rétrogradé au domaine de Mibu dans la province de Shimotsuke car son grand-père, Hineno Hironari, avait déserté pour rejoindre les forces d'Osaka. La même année, le fils de Suwa Yoritada, Suwa Yorimizu, est autorisé à reprendre les terres ancestrales du clan en tant que daimyō du domaine de Suwa. Son fils, Suwa Tadatsune, reçoit une augmentation de 5 000 koku pour ses services au siège d'Osaka, mais son fils, Suwa Tadaharu, donne 2 000 koku à ses deux frères cadets. Le clan Suwa reste maître du domaine jusqu'à la restauration de Meiji.
En juillet 1871, avec l'abolition du système han, le domaine de Suwa devient brièvement la préfecture de Takashima qui est absorbée dans la nouvelle préfecture de Nagano. Sous le nouveau gouvernement de Meiji, Suwa Tadamasa, le dernier daimyō de Suwa, reçoit le titre de vicomte (shishaku) selon le système de noblesse kazoku.

## Possessions à la fin de l'époque d'Edo
Comme la plupart des domaines japonais, Suwa est composé de plusieurs territoires discontinus dont la valeur kokudaka est fondée sur une estimation périodique du potentiel agricole,.
- Province de Shinano
  - 11 villages dans le district de Chikuma
  - 150 villages dans le district de Suwa

## Liste des daimyōs
| #                              | Nom                           | Règne     | Titre de courtoisie       | Rang de cour            | Kokudaka             | Notes                        |
| ------------------------------ | ----------------------------- | --------- | ------------------------- | ----------------------- | -------------------- | ---------------------------- |
| Clan Hineno (tozama) 1590-1601 |                               |           |                           |                         |                      |                              |
| 0                              | Hineno Takayoshi (日根野高吉) | 1590-1600 | Oribe-no-tsukasa (織部正) | 5e inférieur (従五位下) | 27 000 koku          | Pré-Tokugawa                 |
| 1                              | Hineno Yoshiaki (日根野吉明)  | 1600-1601 | Oribe-no-tsukasa (織部正) | 5e inférieur (従五位下) | 27 000 koku          | Transféré au domaine de Mibu |
| Clan Suwa (fudai) 1601-1871    |                               |           |                           |                         |                      |                              |
| 1                              | Suwa Yorimizu (諏訪頼水)      | 1601-1640 | Inaba-no-kami (因幡守)    | 5e inférieur (従五位下) | 27 000 koku          | Transféré du domaine de Sōja |
| 2                              | Suwa Tadatsune (諏訪忠恒)     | 1640-1657 | Izumo-no-kami (出雲守)    | 5e inférieur (従五位下) | 27 000 → 32 000 koku |                              |
| 3                              | Suwa Tadaharu (諏訪忠晴)      | 1657-1695 | Inaba-no-kami (因幡守)    | 5e inférieur (従五位下) | 32 000 → 30 000 koku |                              |
| 4                              | Suwa Tadatora (諏訪忠虎)      | 1695-1731 | Aki-no-kami (安芸守)      | 5e inférieur (従五位下) | 30 000 koku          |                              |
| 5                              | Suwa Tadatoki (諏訪忠林)      | 1731-1763 | Inaba-no-kami (因幡守)    | 5e inférieur (従五位下) | 30 000 koku          |                              |
| 6                              | Suwa Tadaatsu (諏訪忠厚)      | 1763-1781 | Aki-no-kami (安芸守)      | 5e inférieur (従五位下) | 30 000 koku          |                              |
| 7                              | Suwa Tadakata (諏訪忠粛)      | 1781-1816 | Ise-no-kami (伊勢守)      | 5e inférieur (従五位下) | 30 000 koku          |                              |
| 8                              | Suwa Tadamichi (諏訪忠恕)     | 1816-1840 | Ise-no-kami (伊勢守)      | 5e inférieur (従五位下) | 30 000 koku          |                              |
| 9                              | Suwa Tadamasa (諏訪忠誠)      | 1840-1868 | Inaba-no-kami (因幡守))   | 5e inférieur (従五位下) | 30 000 koku          |                              |
| 10                             | Suwa Tadaaya (諏訪忠礼)       | 1868-1871 | Ise-no-kami (伊勢守)      | 5e inférieur (従五位下) | 30 000 koku          | Gouverneur du domaine        |